# Skærmplante-ordenen
Skærmplante-ordenen (Apiales) er en orden med få familier. Der er dog mange arter, så ordenen er stor i sin helhed.
| Familier |

- Griseliniaceae
- Klæbefrø-familien (Pittosporaceae)
- Melanophyllaceae
- Pennantiaceae
- Skærmplante-familien (Apiaceae)
- Torricelliaceae
- Vedbend-familien (Araliaceae)